# 宍粟市立図書館
宍粟市立図書館（しそうしりつとしょかん）は、日本の兵庫県宍粟市が市内に設置している公立図書館である。本館は市南部の山崎町にあり、他に1分館と2分室が置かれている。
本項では、本館の2階に併設されている宍粟市立山崎歴史郷土館（しそうしりつやまさきれきしきょうどかん）についても解説する。

## 図書館概要
前身となる山崎町立図書館は、1960年（昭和35年）に現本館と同じ場所で竣工した下村記念館に併設する形で開館した。同記念館は、山崎町出身で下村電友舎製作所創業者の下村均から郷里への公会堂建設寄贈の申し出を受けて建てられたもので、公会堂の一角に併設して開館した町立図書館は宍粟郡内において初めての常設型図書館とされている。下村記念館は長らく町の行事での使用を通じて町民に親しまれて来たが、老朽化のため山崎文化会館にその地位を譲って解体され、1988年（昭和63年）4月18日より2代目の町立図書館が跡地に開館した。
2005年（平成17年）、山崎町が一宮町・千種町・波賀町と合併して宍粟市が成立したことに伴い宍粟市立図書館に改称した。この時点では他の3町には公立図書館がなかったため、必然的に旧山崎町立図書館が市内唯一の常設型公立図書館となった。その後、2015年（平成27年）には市北西部の千種町で初の分館となるちくさ図書館が開館している。
同年11月1日からは、播磨圏域連携中枢都市圏に参加する市町の公立図書館間で相互利用が出来るようになった。対象は姫路市、相生市、加古川市、赤穂市、高砂市、加西市、たつの市、加古郡稲美町・播磨町、神崎郡市川町・福崎町・神河町、揖保郡太子町、赤穂郡上郡町および佐用郡佐用町の居住および通勤・通学者で、共通カードはなく利用券を個別に発行する。

### 本館
2005年（平成17年）4月1日に旧山崎町立図書館から改称し、現在の館名となった。1970年（昭和45年）設立の播但図書館連絡協議会には山崎町立図書館の時代から参加していない。
- 所在地：兵庫県宍粟市山崎町鹿沢81番地

### ちくさ図書館
千種町では市民局（旧町役場）併設の図書室およびたたらの里学習館（旧千種町立歴史民俗資料館）内に「千種ミニ図書館」が設置されていたが、2015年（平成27年）4月に市内初の認定こども園として開園したちくさ杉の子こども園に隣接して新たにちくさ図書館が開館した。
- 所在地：兵庫県宍粟市千種町千草1-1（千種B&G海洋センター隣） 北緯35度09分00.51秒 東経134度26分36.10秒

### 分室
合併前の旧町が設置していた図書室を引き継いだ以下の2分室がある。
- いちのぴあ図書室

宍粟市一宮町安積1347-3
一宮市民協働センターに併設。
- 宍粟市立波賀文化創造センター図書室

宍粟市波賀町上野城164-6
波賀町立の時代は単独で播但図書館連絡協議会に参加していたが、合併に伴い退会している。
上記の他、移動図書館「ささゆり号」が市内を巡回している。

## 山崎歴史郷土館
山崎歴史郷土館は旧山崎町の郷土博物館として山崎町立図書館と同日、図書館の2階に開館した。宍粟市内には他にも合併前の各町が運営していた博物館が存在していることから、合併後も「山崎町立」が「宍粟市立」となったのみで図書館のような広域化を志向した施設名の改称は行われていない。
山崎陣屋跡地を整備した本多公園に隣接しており、旧山崎町内で出土した考古遺物や山崎藩・本多氏関係の資料を中心に展示している。本多公園内にある山崎歴史民俗資料館（旧龍野治安裁判所の庁舎を再利用）と混同されることが多いが、別の施設である。山崎歴史民俗資料館は普段閉館しており、歴史郷土館の職員に見学したい旨を伝えて鍵を開けてもらう（土・日は要予約）。